# HMS Grafton (1771)
HMS Grafton (1771) — 74-пушечный линейный корабль 3 ранга Королевского флота, четвёртый корабль Его величества, носивший название Grafton.
Заказан 22 октября 1767 года. Спущен на воду 26 сентября 1771 года.

## Служба
Первые пять лет отстаивался в резерве.
1776 — брандвахта, капитан сэр Джон Гамильтон (англ. John Hamilton).
1777 — капитан Эндрю Уилкинсон (англ. Andrew Wilkinson)
1778 — вместе с эскадрой адмирала Байрона направлен на Североамериканскую станцию. Пострадал от штормов на переходе. В том же году был при Сэнди Хук (Нью-Йорк). Назначен капитан Томас Кромвель (англ. Thomas Cromwell), переведенный с HMS Monmouth. Вместе с адмиралом Байроном 14 декабря ушел из-под Род-Айленда в Вест-Индию.
1779 — Подветренная станция. Был головным кораблём с Байроном при Гренаде, получил сильные повреждения, потерял 35 убитыми и 63 ранеными.
1780 — когда командование эскадрой принял Родни, участвовал в трёх боях против де Гишена: 17 апреля (потерял 2 убитыми и 30 ранеными), 15 мая и 19 мая. Капитан Коллингвуд (англ. Thomas Collingwood), произведенный в коммодоры, умер в море 2 июня 1780 года, и корабль был отослан на Ямайскую станцию.
1781 — вернулся в Англию для ремонта. Снова введён в строй, вошёл в отряд адмирала Кингсвилла (англ. Kingswill), отправленный на усиление адмиралу Хьюзу в Ост-Индию. Отряд был сильно повреждён штормом в Бискае и вернулся в Спитхед.
1782 — капитан сэр Джон Гамильтон, Спитхед, подготовка к переходу в Ост-Индию. Война закончилась раньше, чем корабль вышел из ремонта. Превращен в плавучую казарму новобранцев.
1802 — выведен в резерв.
1805 — плавучая тюрьма в Портсмуте.
1814 — исключён из списков флота.
1816 — разобран.